# Agrilus cupreonitens
Agrilus cupreonitens är en skalbaggsart som beskrevs av Fisher 1928. Agrilus cupreonitens ingår i släktet Agrilus och familjen praktbaggar. Inga underarter finns listade i Catalogue of Life.